# Шаховской, Григорий Петрович
Князь Григорий Петрович Шаховской (? — после 1612) — московский дворянин и воевода во времена правления Фёдора Ивановича, Бориса Годунова и Смутное время, политический авантюрист, сделавший идеологическую основу восстания И. И. Болотникова, поднявший северские города против царя Василия Шуйского.
Из княжеского рода Шаховские. Второй сын князя Петра Андреевича Шаховского. Имел старшего брата князя Андрея Петровича по прозванию Черемной упомянутого воеводою в 1582—1584 годах в Опочке, в 1602 году Великих Луках, а также дворян князей Ивана и Матвея по прозванию Бабушка.

## До самозванцев
Впервые упоминается в 1587 году, когда вернулся из польского плена, куда по видимому попал ещё при Иване Грозном. По возвращении на Родину, он ревностно служил Фёдору Ивановичу и Борису Годунову. В 1596 году назначен вторым воеводой Сторожевого полка в Крапивне, но начал местнический спор с князем Иваном Петровичем Ромодановским, по поводу, что ему не по чину с ним служить. Удовлетворив местничество царь Фёдор Иванович назначил его воеводой в Тулу. Впоследствии Ромодановский оспорил и выиграл местническое дело, в результате чего на Шаховского была наложена опала, ему было запрещено занимать воеводские должности и большое влияние здесь оказал будущий царь Борис Годунов. В 1597 году первый воевода (голова) в Новомонастырском остроге. В 1598 году первый воевода (голова) в Ряжском, где собирал казаков, и в этом же году пристав у датского посла. В 1600 году второй объезжий голова в Москве в деревянном городе от Арбата до Неглинной. В 1601 году воевода (голова) Передового полка в Новосиле. В 1605 году опала с князя была снята и в разрядных книгах имеется запись, что 1605 годах он назначен первым воеводой в Белгород.

## На службе Лжедмитрия I
В 1605 году князь Григорий Петрович был на воеводстве в Рыльске, где при появлении Лжедмитрия I перешёл на его сторону. Неясны мотивы, по которым он это сделал. По служебному положению своего рода, он принадлежал к боярской партии и не мог быть оппонентом и политическим противником Бориса Годунова, желая его гибели. По видимому этот переход обуславливался личными мотивами и карьерными расчётами и может быть именно местнический спор с Ромодановсим, то унижение от проигрыша и наказания послужило причиной измены. Примкнув к самозванцу он принял участие в борьбе с московскими войсками, вступил вместе с польским войском в Москву и здесь действительно начал играть заметную роль при дворе, когда Лжедмитрий начал царствовать. В 1606 году показан в московских дворянах, в мае двадцатый в свадебном поезде Лжедмитрия I и Марины Мнишек. Его возвышению положила смерть Лжедмитрия.
После убийства самозванца, царь Василий Иванович Шуйский, разгромивший весь двор свергнутого царя, не пощадил и Шаховского сослав его воеводой в Путивль, при чём, по некоторым историческим известиям, князь Григорий Петрович захватил с собой государственную печать, похищенную им из царского дворца в момент гибели Лжедмитрия. Разумеется, что в Путивле Шаховской не мог быть доволен своим положением. Пользуясь распространившимися слухами, что царь Дмитрий жив, поднял бунт, переросший в восстание Ивана Болотникова. В планы мятежника входило создать новое правительство, при котором князь Григорий Петрович мог играть самостоятельную видную роль. Для этого он начал очень искусно пользоваться положением воеводы Путивля, где находил себе опору первый самозванец, где ещё были сильны воспоминания о нём и горожане боялись возмездия от московского правительства Шуйского. Созвав жителей Путивля и окрестностей, он торжественно объявил им, что московские изменники — бояре умертвили вместо царевича Димитрия совершенно другое лицо и что законный царь жив, скрывается и ждёт помощи от своих подданных. В речи было указано на опасность, которой подвергся Путивль и вся северская область от правительства Шуйского, проведя аналогии с судьбой Новгорода при Иване Грозном, как примере возмездия, которое грозит и Путивлю. Город быстро восстал, а за ним поднялась и вся северская область, откуда слухи о чудесном спасении Димитрия начали распространяться и по другим московским областям. Скоро к Шаховскому, выдававшему себя за царского уполномоченного, начало стекаться множество народа с разных сторон. Во главе всего этого ополчения естественно и очутился князь Григорий Петрович, как инициатор всего этого дела. Но для народных масс было недостаточно уверений, что царь жив, было необходимо личное присутствие царя и Шаховскому надо было найти лицо, которое взяло бы на себя эту роль. Переписываясь с Молчановым, бежавшим от расправы в Польшу и распустившим от туда слухи о спасении царя, Шаховской уговаривал его взять на себя эту роль, но Молчанов не решился на это и прислал вместо себя Ивана Исаевича Болотникова, который и был принят Шаховским, как посланник царя и получил командование над ополчением.
В сражении на реке Восьме 5 июня 1607 года с войсками Шуйского мятежники были разбиты и он с армией Илейки Муромца бежали в Калугу, оттуда в начале 1607 года они перебрались Тулу. Сам Шаховской всё это время оставался в Путивле, сославшись, как на главную квартиру движения, уже отчаялся найти человека, согласившегося бы взять роль царевича. Личного присутствия царя, между тем, требовал народ, который уже начал разочароваться в уверениях Шаховского, что царь жив и скоро явится к своему войску. Видя это, князь изменил тактику. В это время на Дону появился новый самозванец, называвший себя царевичем Петром, сыном царя Фёдора Ивановича и собравший вокруг себя донских казаков и всякой «голытьбы» пользовавшейся этим предлогом для грабежа московских купцов. Шаховской призвал его к себе, собрал новые силы и с таким ополчением, состоявшее из донских казаков и северских дворян, пошёл на помощь Болотникову, теснимому московским войском. Соединился он с ними в Туле и здесь был осаждён московским войском, которые после продолжительной и упорной осады принудили осаждённых сдаться.
После взятия Тулы войсками царя, зачинщики движения были наказаны, а Шаховский по выражению летописи «всей крови заводчик», был сослан на Кубенское озеро в Спасо-Каменный монастырь, где, впрочем, пробыл недолго.

## На службе Лжедмитрия II
В конце 1608 года, после занятия северских русских городов польско-русскими отрядами Лжедимитрия II, освобождён одним из блуждавших тогда по московскому государству польских отрядов и немедленно стал одним из видных деятелей движения против Шуйского. Он явился к Лжедмитрию II в Тушинcкий лагерь и получил от него звание «слуги и боярина», был введён в Боярскую думу, в которой занял одно из ведущих мест. В армии Лжедмитрия II получил начальство над русскими в отряде польского воеводы Зборовского и вместе с поляками начал активную борьбу с царскими воеводами. Был разбит князем Скопиным-Шуйским, после чего бежал с Лжедмитрием II в Калугу.
После смерти самозванца, когда выяснилось, что его дело погибло, меняет тактику и примкнул в 1611 году во главе отряда своих казаков к Первому ополчению П. П. Ляпунова, который явился выручать Москву от поляков.
Во Второе ополчение, согласно дошедшей до нас грамоте князя Пожарского, вносил смуту, побуждая своих бойцов на грабежи освобождаемых от власти Семибоярщины городов. В 1612 году пытался поссорить земское ополчения Пожарского и казацкие отряды Трубецкого, но потерпел при этом неудачу.
Дальнейшая судьба князя Г. П. Шаховского неизвестна.

## Семья
От брака с неизвестной имел двух сыновей:
- Князь Шаховской Пётр Григорьевич — в 1604 году второй воевода в Чернигове, убит поляками, но в каком году неизвестно.
- Князь Шаховской Афанасий Григорьевич — в 1618—1619 годах сидел в осаде Москвы, за что пожалован из поместья в вотчину 110 четвертей земли, в 1620 году рында при представлении Государю послов, в 1637 году воевода в Ростове.